# Герб Старого Салтова
Герб Старо́го Са́лтова затверджений рішенням сесії Старосалтівської селищної ради 27 квітня 2000 року.
Автор — А. Гречило.

## Опис герба
У золотому полі синій стовп, обабіч якого по два зелені листки дуба, один над одним.
Щит вписаний у декоративний картуш і увінчаний срібною міською короною.

## Зміст
Синій стовп символізує річку Сіверський Донець, над якою розташоване селище, та води Печенізького водосховища. Золотий колір означають сільське господарство, є символом щедрості та багатства. Зелені листки дуба вказують на історію виникнення поселення серед дубових лісів. 4 листки також уособлювали 4 населені пункти, підпорядковані місцевій раді.